# Стоян Бояджиев
 Тази статия е за дееца на ВМРО-СМД.  За поборника от Априлското въстание вижте Стоян Бояджиев (поборник).  
Стоян Георгиев Бояджиев – Вардарски е български общественик, публицист, юрист и председател и почетен председател на ВМРО-СМД.

## Биография
Стоян Бояджиев е роден в София през 1915 година в семейство на бежанци от Долни Порой, Егейска Македония. Спомените на семейството му от Порой и от бежанския живот, последвал началото на Междусъюзническата война, са пресъздадени от сестра му Юлия Попвасилева в книгата „Порой“.
Учи във френско католическо училище в София. Като ученик в последния прогимназиален клас се включва в Македонската младежка организация „П. К. Яворов“. В 1932 година е член-основател на Българския радиосъюз. През същата година конструира късовълнов радиопредавател и заедно с Васил Спространов, Иван Грозев, Марко Манчев и Борис Кротев организира радоипредавания, прекратени от полицията. След Деветнадесетомайския преврат семейството му укрива в дома си в продължение на близо месец дейците на ВМРО Димитър Медаров и Атанас Аргиров, заради което баща му е пребит в полицията, получава парализа на лицевия нерв и е осъден на затвор за укривателство на търсени от властта лица.
Стоян Бояджиев завършва право в Софийски университет и Консулския отдел в Свободния университет (сега УНСС) и през това време участва в основаването на Македонската студентска корпорация „Шар“. През 1940 година издава книгата „Съществува ли македонска нация?“, която е едно от първите издания, изправящи се срещу идеите на македонизма, и което е посрещнато с дипломатически протести от Кралство Югославия. По време на Българско управление в Македония, Поморавието и Западна Тракия (1941 – 1944) Бояджиев редактира в Скопие вестник „Целокупна България“. По-късно издава също книгите „Македония под сръбско иго, 1913 – 1941“, „90 години погърчване на българите в Егейска Македония“, „Истинският лик на Яне Сандански“, както и множество статии и публикации в пресата, главно във вестник „Македония“. В тях аргументирано доказва българския характер на славянското население в Македония.
След Деветосептемврийския преврат от 1944 г. Стоян Бояджиев е репресиран, а книгата му „Съществува ли македонска нация?“ е забранена и унищожена като „великобългарска“. В 1945 година е адвокат на 16 български офицери и общественици, включително генерал Иван Маринов, професорите Иван Дуйчев, Димитър Яранов и Веселин Бешевлиев, които са съдени от гръцкото правителство като „военнопресъпници“. В рамките на сформирания Общограждански комитет за подкрепа на обвинените развива активна дейност, но не е допуснат да влезе в Гърция и да участва в процеса. Съдебен защитник е и на бивши членове на ВМРО, обвинени във възстановяване на организацията. Няколко пъти лежи в концлагери („Заград“, „Ножарево“, „Белене“) и е осъждан на затвор, а адвокатските му права са отнети (1948).
След демократичните промени от 1989 година участва във възстановяването на ВМРО-СМД в България. Между 1992 – 1995 година е председател на ВМРО-СМД, заменяйки Димитър Гоцев, а след това е почетен председател на организацията до смъртта си. Междувременно ръководи делегации на международни конференции на ОССЕ в Копенхаген (1991), Женева (1992) и Москва (1993).
Умира през 2003 година в София. Почетен член е на Македонския научен институт. Стоян Бояджиев е автор на спомени, публикувани през 2013 година. Посмъртно е награден с медал „100 години Илинденско-Преображенско въстание“.